# Carcedo de Lago
Carcedo de Lago (en eonaviego, Carcedo) es un lugar perteneciente a la parroquia de Lago, en el concejo de Allande, comarca del Narcea, Principado de Asturias, España.